# Villaggio olimpico
Con il termine villaggio olimpico si intende un insieme di alloggi dedicati all'ospitalità degli atleti e degli allenatori che partecipano ai giochi olimpici. L'idea del villaggio olimpico è del barone Pierre de Coubertin, ma la sua realizzazione pratica si evolve nel tempo. Fino a Parigi 1924 venivano affittate costose residenze nei pressi della città olimpica agli atleti di casa. Nell'edizione del 1924, appunto, vennero invece costruiti dei locali dedicati agli atleti, in modo da dare loro anche un facile accesso alle strutture di gara.
Per la X Olimpiade, svoltasi a Los Angeles nel 1932, in segno di fratellanza fra gli atleti, viene costruito il primo villaggio olimpico nel senso moderno del termine: gruppo di casette con annessi altri edifici per scopi differenti.

## Alcuni esempi di villaggi olimpici

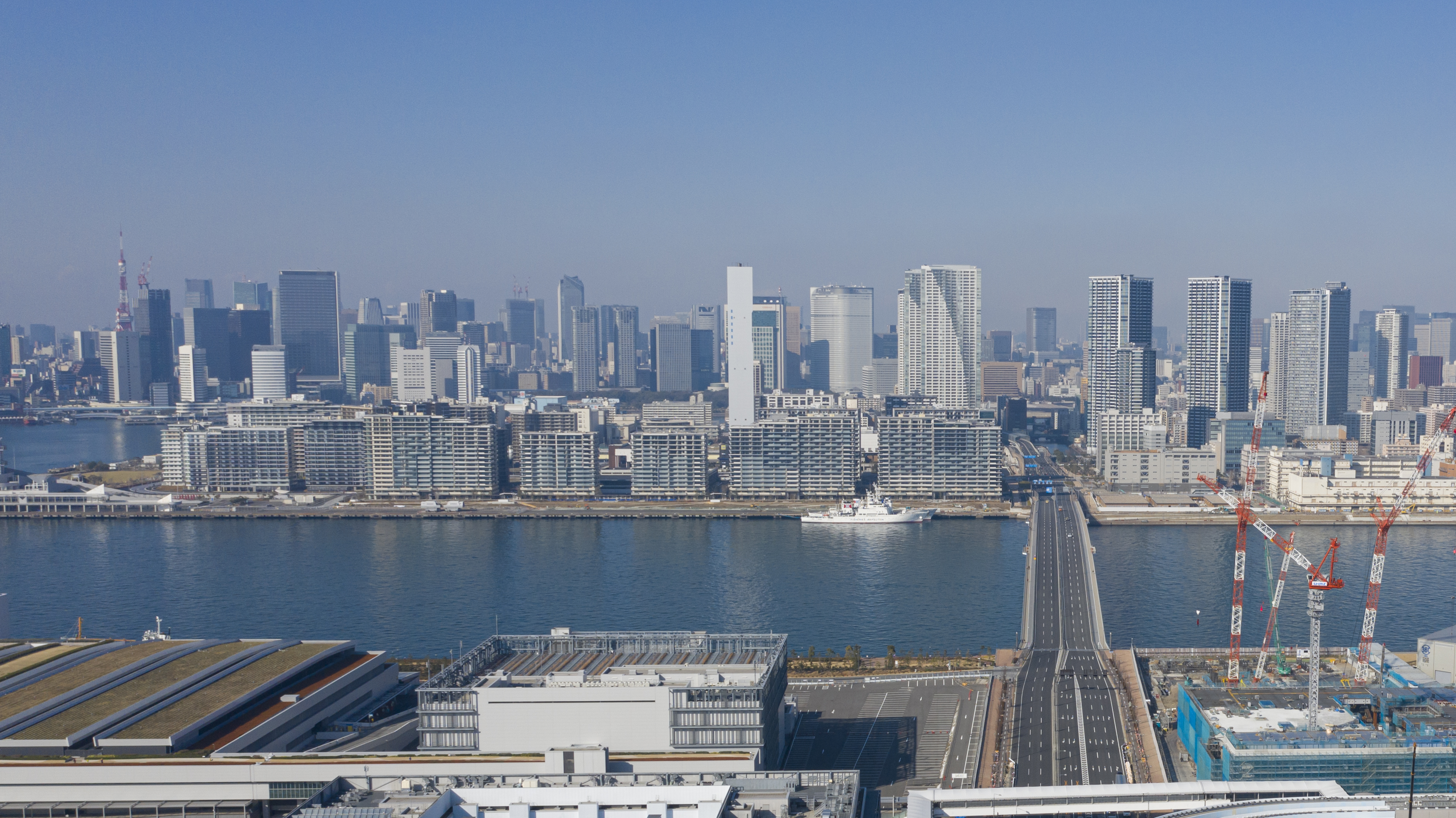
Villaggio olimpico di Tokyo.

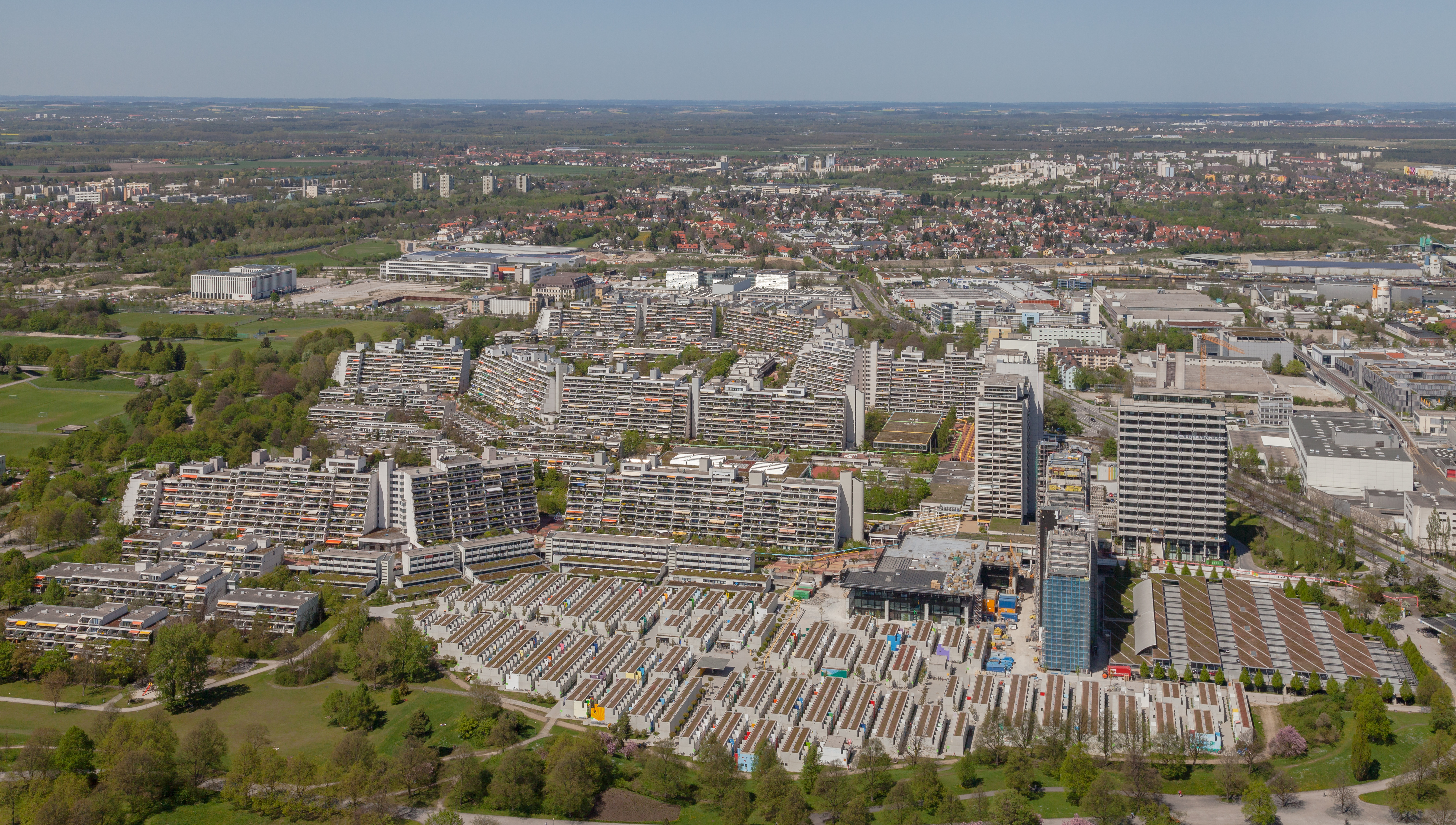
Villaggio olimpico di Monaco di Baviera.

- Lo Zappeion fu usato durante Atene 1896 come palazzetto della scherma. Dieci anni dopo, in occasione dei Giochi olimpici intermedi, fu invece destinato a villaggio olimpico ante-litteram.[1]
- Los Angeles 1932: venne costruito a Baldwin Hills sobborgo di Los Angeles. Destinato solo ad atleti maschi, il villaggio era composto da centinaia di edifici, con anche uffici postali e telegrafici, un anfiteatro, vigili del fuoco, un ospedale e una banca. Le atlete donne furono ospitate al Chapman Park Hotel in Wilshire Boulevard.[2]
- Berlino 1936: circa 145 appartamenti, il refettorio Haus der Nationen , il teatro Hindenburghaus, un ospedale, un'arena, una piscina e una sauna a Wustermark, poco a est di Berlino. Oggi ne restano solo le rovine, a parte la casa di Jesse Owens, che è stata restaurata.
- Melbourne 1956: sito nell'area di Heidelberg West oggi chiamata "Olympic Village" consiste attualmente in un centro sportivo, una scuola elementare, un centro commerciale e un'area residenziale.
- Roma 1960: situato nel Quartiere Parioli, dopo la XVII Olimpiade fu trasformato in quartiere residenziale in uso a dipendenti statali, oggi è arricchito da importanti opere e musei (Auditorium, Maxxi).
- Torino 2006: il villaggio cittadino situato presso gli ex mercati generali (sotto-quartiere Borgo Filadelfia), quello montano a Sestriere.
- Pechino 2008: Beijing Olympic Village (a Pechino) ed il Royal Park Hotel (ad Hong Kong).
- Rio de Janeiro 2016: il villaggio olimpico di Rio de Janeiro.
- Pyeongchang 2018: il villaggio olimpico di Pyeongchang e il villaggio olimpico di Gangneung.
- Tokyo 2020: Harumi Flag.